# Гільдард
Гільдард (Годар; лат. Gildardus, фр. Godard; 448, Салансі — після 511) — святий, єпископ руанський, сповідник. День пам'яті — 8 червня.

## Життєпис
За легендою, Гільдард — брат-близнюк святого Медарда Нуайонського. Їхніми батьками були знатний франк Нектард і галло-римлянка Протагія, яка навернула чоловіка в християнство. Версію про кревність святих викладено, зокрема, в Житії святого Медарда, яке склав Псевдо-Фортунат. Згодом вона перейшла в пізнішу житійну літературу, а також у проповіді, гімни, мартирологи та знамениту «Золоту легенду». Проте факт цієї кревності складно довести або спростувати.
Ймовірно, святий Гільдард був єпископом руанським від 488 до 525 року. Достовірно відомо, що 511 року він брав участь у Першому Орлеанському Соборі. Згідно з Енциклопедичним словником Брокгауза і Єфрона, він «навернув багатьох язичників своєї єпархії в християнство і допомагав святому Ремігію, архієпископу Реймському, умовити франкського короля Хлодвіга прийняти хрещення» .
Точна дата смерті Гільдарда невідома: ймовірно, вона настала в проміжку між 511 і 538 роком. За легендою, однак, він помер одного дня з братом — 8 червня 560. Його поховано спочатку в капелі Діви Марії в Руані (згодом вона стане храмом Святого Готарда), потім у Руанському соборі. Між 838 та 841 роками через загрозу нападу норманів мощі святого перенесено в абатство Святого Медарда в Суассоні. Ймовірно, це породило легенду про родинні зв'язки двох святих.
В Англії, в Лінкольнширі, є храм, присвячений обом святим братам. Це єдина церква у Великій Британії, яка носить їх ім'я.